# Jake E. Lee

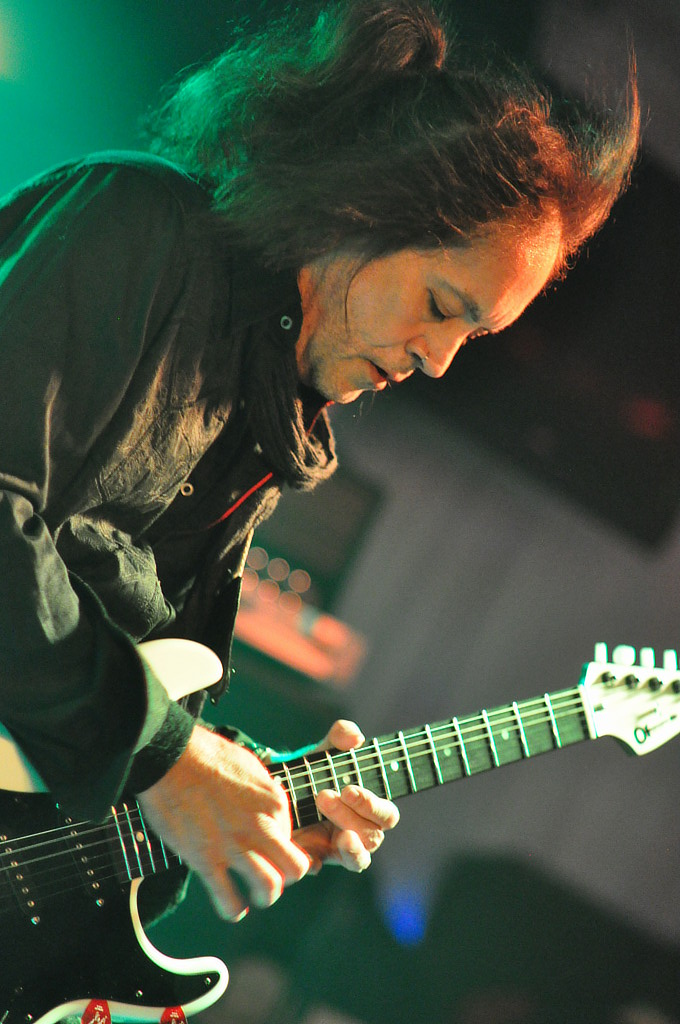
Jake E. Lee 2014

Jake E. Lee (* 15. Februar 1957 in Norfolk, Virginia als Jakey Lou Williams) ist ein US-amerikanischer Rock- bzw. Heavy-Metal-Gitarrist.

## Biografie
Lee wuchs als Sohn einer Japanerin und eines Navy-Soldaten in West Virginia auf, bis die Familie später nach San Diego, Kalifornien, umzog. Seine Mutter zwang ihn in jungen Jahren, Klavierunterricht zu nehmen. Gleichzeitig lernte er durch seine Schwester Bands wie Jimi Hendrix Experience oder Led Zeppelin kennen.
Jake E. Lee war um 1980 eines der frühen Mitglieder der Glam-Metal-Band Ratt und trat kurze Zeit später im Jahr 1982 der U.S.-Metal-Band Rough Cutt bei. Im Jahr 1983 suchte Ozzy Osbourne für seine Soloband einen Nachfolger für den zu Night Ranger zurückgekehrten Gitarristen Brad Gillis. Jake E. Lee wurde nach seinem Vorspiel, unter mehreren Anwärtern schließlich ausgewählt und spielte zwei reguläre Studioalben mit der Band ein.
Nach der Veröffentlichung des Studioalbums The Ultimate Sin verließ er die Ozzy Osbourne Band im Jahr 1987.
Nach der Trennung von Ozzy Osbourne gründete er 1988 mit Ray Gillen die Blues-Hard-Rock-Band Badlands, die sich 1992 auflöste. Später veröffentlichte er die Soloalben A Fine Pink Mist und Retraced und wirkte bei zahlreichen Tribute-Alben mit, u. a. Tributes für Rush und Jeff Beck.
Am 24. Januar 2014 erschien das Album Red Dragon Cartel von Lees gleichnamiger Band. Neben dem Sänger der Band, Darren James Smith, steuerten auch Robin Zander, Paul Di’Anno, Maria Brink und Sass Jordan den Gesang zu einzelnen Titeln bei.
Im Oktober 2024 wurde Jake E. Lee bei einer Schießerei in Las Vegas, Nevada, mehrfach angeschossen. Lee war morgens mit seinem Hund spazieren und geriet zufällig in diese Situation. Es wird eine vollständige Heilung erwartet.

## Diskographie

### Mit Ozzy Osbourne
- 1983: Bark at the Moon
- 1986: The Ultimate Sin

### Mit Badlands
- 1989: Badlands
- 1991: Voodoo Highway
- 1998: Dusk

### Solo
- 1996: A Fine Pink Mist
- 2005: Retraced
- 2008: Runnin With the Devil

### Mit Red Dragon Cartel
- 2014: Red Dragon Cartel
- 2018: Patina